# Robert C. Merton
Robert Cox Merton (31 de julio de 1944) es un economista estadounidense. 
Fue laureado con el Premio del Banco de Suecia en Ciencias Económicas en memoria de Alfred Nobel en 1997, compartido con Myron Scholes, por sus trabajos para calcular el precio de las opciones financieras. 

## Biografía
Es el hijo de Harriet Zuckerman y Robert K. Merton, uno de los mayores sociólogos del siglo XX.
Junto a Fisher Black y Scholes desarrolló el modelo de Black-Scholes, que permitió el gran desarrollo de la utilización de estos instrumentos financieros.
Merton ayudó a introducir el cálculo estocástico en la economía financiera, lo que permitió que el comportamiento de los precios fuese descrito con el lenguaje preciso de la probabilidad. También aplicó la teoría del control óptimo para hallar las reglas con las que los agentes económicos hallan la distribución óptima en sus carteras.
Myron Scholes y Robert C. Merton en 1997 fueron laureados con el Premio del Banco de Suecia en Ciencias Económicas en memoria de Alfred Nobel por elaborar un nuevo método para determinar el valor de los productos financieros derivados. Años más tarde, formaron parte del fondo Long Term Capital Management (LTCM). En 1998, este fondo perdió 4.600 millones de dólares y fue rescatado por un consorcio de bancos y, a principios de 2000, fue cerrado.

## Obra
- Robert Merton, Zvi Bodie. Finance, Prentice-Hall, New Jersey 1998.
- R. Merton, D. Crane, K. Froot, S. Mason, A. Perold, Z. Bodie, E. Sirri, P. Tufano. The Global Financial System: A Functional Perspective, Harvard Business School Press, Boston 1995